# Hvide Sande Redningsstation

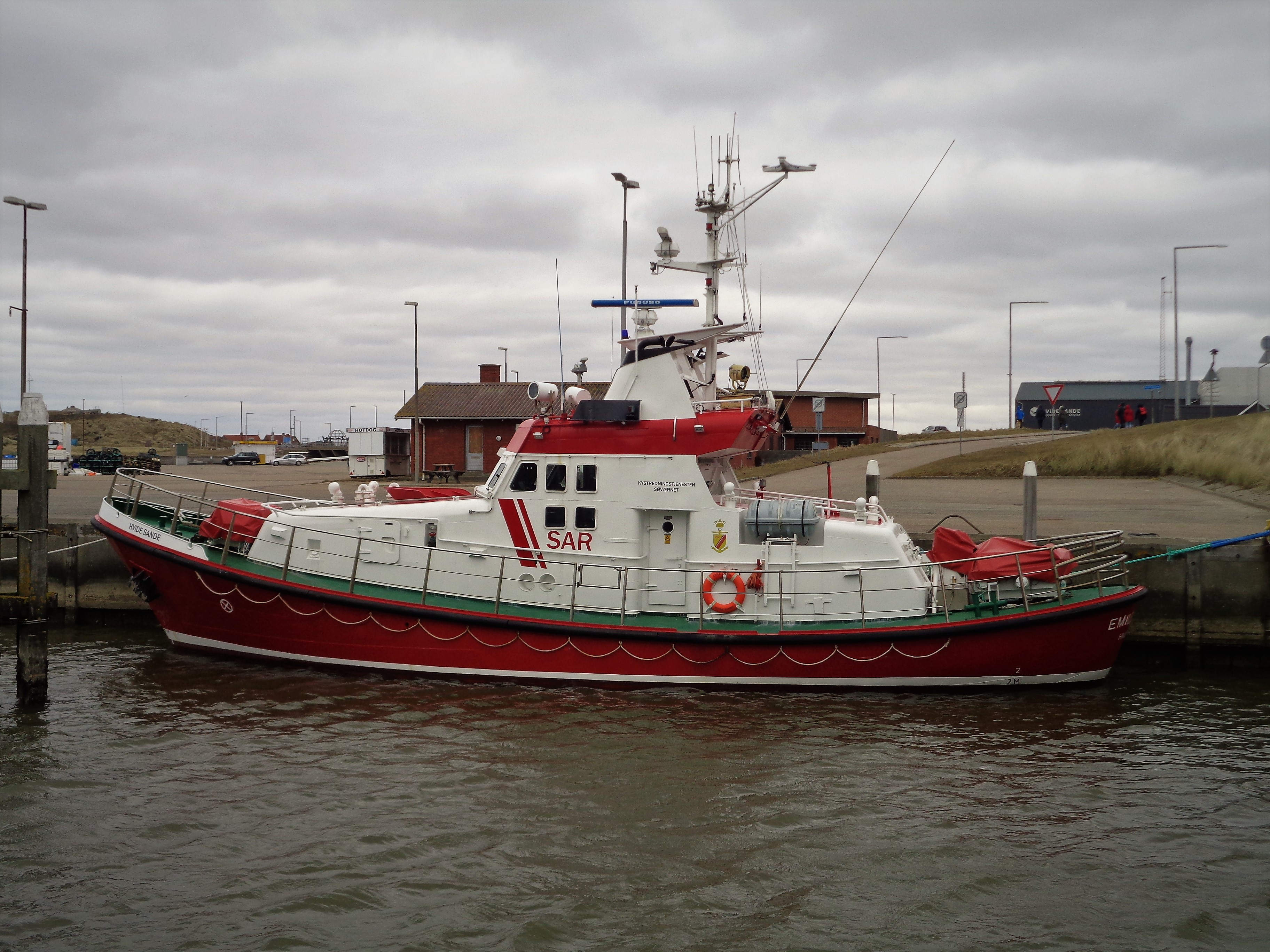
Rescue Emile Robin i Hvide Sande

Hvide Sande Redningsstation är en dansk sjöräddningsstation i Hvide Sande i Ringkøbing-Skjerns kommun vid Nordsjökusten i Jylland. Den grundades 1933 av Redningsvæsenet.
Med byggandet av Hvide Sande Kanal och dess sluss genom näset Holmsland Klit ändrades förutsättningarna för räddningsstationerna på Holmsland Klit, i och med att man inte längre behövde ha roddbåtar för iläggning från strand. En räddningsstation med motorräddningsbåt inrättades 1933 i den nya hamnen i Hvide Sande, samtidigt som verksamheten vid Haurvig Redningsstation och Sønder Lyngby Redningsstation lades ned. Den gamla roddbåten från Sønder Lyngvig hölls dock i beredskap till 1947 och raketapparaten i Haurvig hölls i depå till 1939.
Hvide Sande Redningsstations första båt MRB 21 drevs av en bensinmotor på 58 hk, från 1961 av en dieselmotor på 86 hk. Den byttes senare till först MRB 33 och senare 1969 till MRB 34 och kompletterades med en mindre snabbgående båt. År 1989 togs stationens nuvarande Rescue Emile Robin i bruk. Den andra båten är den snabbgående FRB 15 från 2014.
Den ursprungliga räddningsstationen uppfördes 1933 på den norra sidan av den nya hamnen, uppförd med förebild av Esbjergs Redningsstation från 1927. Den härbärgerade motorräddningsbåten på en vagn som spelades ned till kaj på räls, varifrån den firades ned i vattnet. Byggnaden såldes 1979, och räddningsstationen har idag sina lokaler tillsammans med hamn- och slusskontoret vid genomseglingsslussen.